# Yvonne Wansartová
Yvonne Wansart, (* 21. května 1974 Kolín nad Rýnem, Německo) je bývalá reprezentantka Německa v judu.

## Sportovní kariéra
Judu se věnovala od 5 let v Ahe nedaleko Kolína pod vedením Norberta Schmidta. Později se přesunula do Elsdorfu, kde se připravovala pod vedením Michaela Bazynskiho. V reprezentaci spolupracovala s Norbertem Littem. Vedle juda se v mládí věnovala lehké atletice. Je vyučenou zámečnicí.
V roce 2000 se účastnila olympijských her v Sydney, ale doplatila na náročný los. Ve druhém kole ji hodila na ippon po 12 sekundách Kubánka Sibelis Veranesová. Obsadila nakonec 7. místo. Po olympijských hrách ji z pozice reprezentační jedničky vytlačila Annett Böhmová.

## Výsledky
| Turnaj             | 1997         | 1998         | 1999         | 2000         | 2001         |
| Turnaj             | 23           | 24           | 25           | 26           | 27           |
| Turnaj             | střední váha | střední váha | střední váha | střední váha | střední váha |
| ------------------ | ------------ | ------------ | ------------ | ------------ | ------------ |
| Olympijské hry     |              |              |              | 7.           |              |
| Mistrovství světa  | —            |              | 5.           |              | —            |
| Mistrovství Evropy | 1.           | úč.          | 3.           | —            | úč.          |